# Cadi

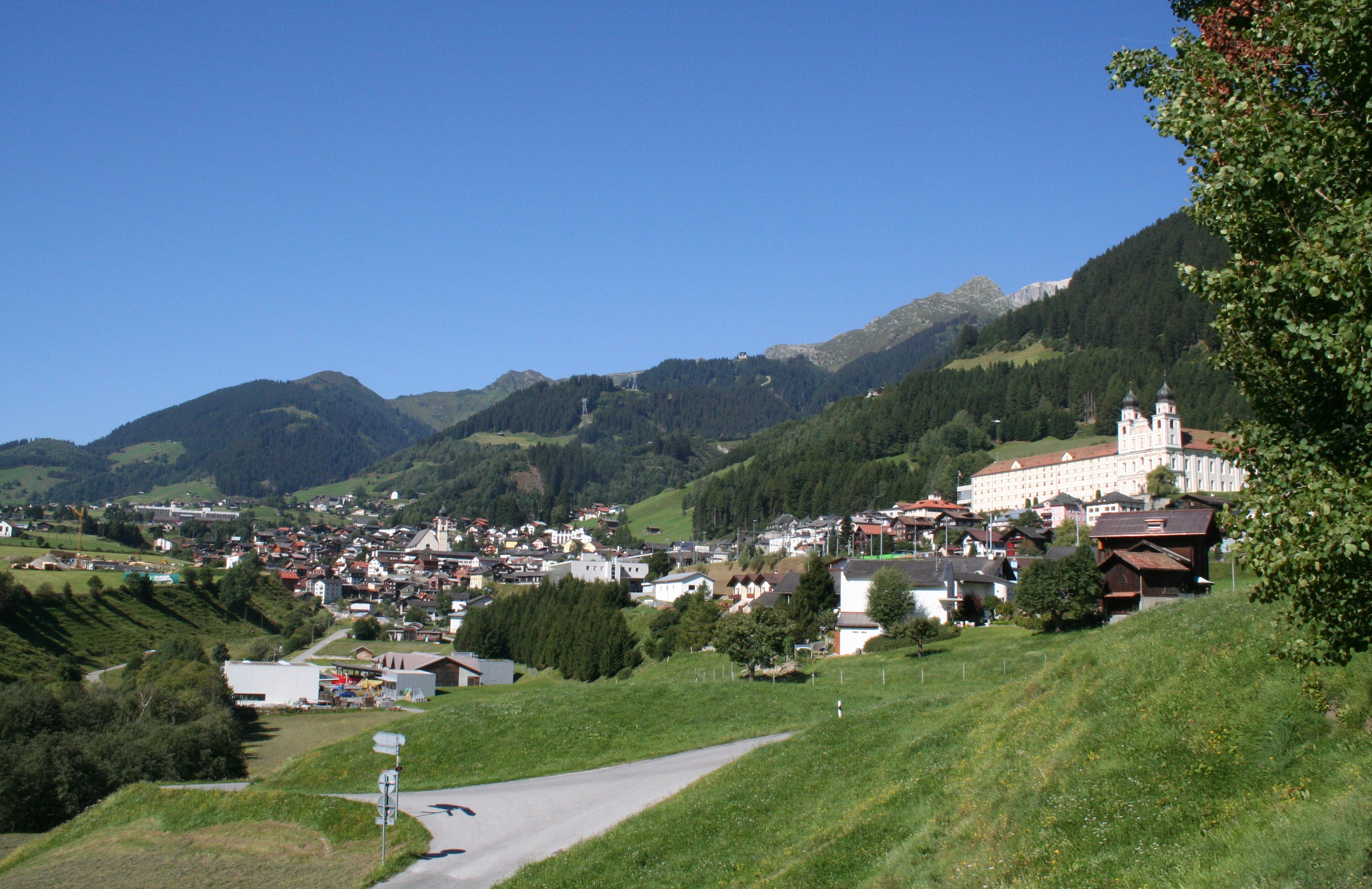
Blick in die Cadi bei Disentis/Mustér, talaufwärts Richtung Westen

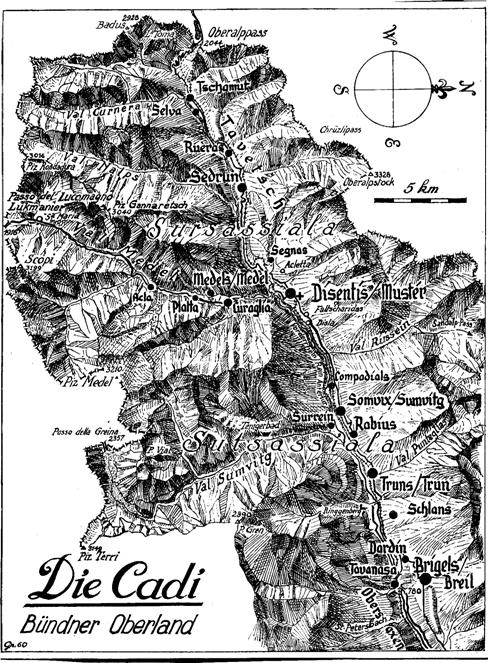
Die Cadi auf einer alten Landkarte

Cadi (feminin, [kɐˈdi]ⓘ) bezeichnet die Landschaft beidseits des Vorderrheins rund um Disentis/Mustér in der oberen Surselva im schweizerischen Kanton Graubünden.

## Lage
Die Cadi umfasst die Region zwischen dem Oberalppass im Westen und Breil/Brigels im Osten. Der Name leitet sich ab von lateinisch Casa Dei, dem «Haus Gottes», und bezieht sich auf das Kloster Disentis.
Die Region wird aufgeteilt in zwei Bereiche: Oberhalb des Russeiner Tobels liegt das Kerngebiet, die Sursassiala («oberhalb des Steins») mit Disentis/Mustér, Medel (Lucmagn) und Tujetsch, «unterhalb des Steins» liegt die Sutsassiala mit Sumvitg, Trun und Breil/Brigels. Nach 1185 bildete der Petersbach östlich von Tavanasa die östliche Grenze der Cadi.

## Sprache
Hauptsprache in der Cadi ist das rätoromanische Idiom Sursilvan.

## Geschichte
Hervorgegangen ist die Cadi im Jahr 765 durch das Testament des Bischofs Tello aus dem ehemaligen Hoheitsgebiet der Abtei Disentis in der Herrschaft Churrätien.
1285 traten die Gotteshausleute der Cadi erstmals mit eigenem Siegel auf; der erste Landammann ist 1371 belegt. 1401 erwarb die Gerichtsgemeinde die Schirmvogtei über das Kloster. 1803 wurde die Cadi als klösterliches Hoheitsgebiet aufgelöst, blieb aber als Gerichtsgemeinde «Cumin grond Disentis» bis 1851 unverändert bestehen. 1854 wurden die vier cuorts (Verwaltungshöfe, Niedergerichte) aufgelöst und in die politischen Gemeinden eingegliedert.